# Stratinska
Stratinska är ett samhälle i Bosnien och Hercegovina.   Det ligger i entiteten Republika Srpska, i den nordvästra delen av landet, 160 km nordväst om huvudstaden Sarajevo. Stratinska ligger 261 meter över havet och antalet invånare är 197.
Terrängen runt Stratinska är kuperad åt sydväst, men åt nordost är den platt. Närmaste större samhälle är Sanski Most, 15,5 km väster om Stratinska.
Omgivningarna runt Stratinska är en mosaik av jordbruksmark och naturlig växtlighet. Runt Stratinska är det ganska tätbefolkat, med 67 invånare per kvadratkilometer.